# Joël Camathias
Joël Camathias (ur. 9 lutego 1981 roku w Lugano) – szwajcarski kierowca wyścigowy.

## Kariera
Camathias rozpoczął karierę w wyścigach samochodowych w 1999 roku od startów w Euro Open by Nissan. Z dorobkiem 22 punktów uplasował się tam na piętnastej pozycji w klasyfikacji generalnej. Rok później w tejże serii stawał już na podium. Uzbierane 54 punkty dały mu dziewiąte miejsce w końcowej klasyfikacji kierowców. W późniejszych latach pojawiał się także w stawce FIA GT Championship, Formuły 3000, Europejskiej Formuły 3000, American Le Mans Series, Champ Car World Series, Le Mans Endurance Series, Le Mans Series, International GT Open, Campionato Italiano Gran Turismo, FIA World Endurance Championship, Italian GT Championship oraz European Le Mans Series.
W Formule 3000 Szwajcar wystartował w dwunastu wyścigach sezonu 2001 z belgijską ekipą KTR. Uzbierane dwa punkty dały mu siedemnaste miejsce w końcowej klasyfikacji kierowców.